# Уэст-Кост (национальный парк)
Национальный парк Уэст-Кост (англ. West Coast National Park) расположен в 120 км к северу от Кейптауна в Западно-Капской провинции ЮАР.

## География
Парк занимает территорию размером 27 500 га, включая лагуну Langebaan (6 000 га), где находится около 30 % южноафриканских солончаков. Национальный парк находится между Атлантическим океаном на западе и прибрежной автомагистралью R27 на востоке, городом Изерфонтейн на юге и лагуной Langebaan на севере.

## История
Чтобы защитить ценную экосистему лагуны Langebaan в 1985 году вся территория вокруг лагуны, включая четыре прибрежных острова, была объявлена национальным парком. В 1987 году в состав парка включили частный заповедник Postberg площадью 1 800 га. Эта часть национального парка до сих пор находится в частном владении, однако управляется Службой национальных парков. С 2000 года парк является частью биосферного заповедника ЮНЕСКО Кейп-Уэст-Кост.

## Климат
Климат умеренный, минимальная температура редко бывает ниже 4 °C и выше 34 °C. Дожди идут в основном в период с мая по сентябрь.

## Флора и фауна
Парк имеет важное значение из-за большого количества птиц, проживающих на его территории. Летом здесь обитает около 750 000 птиц, многие из которых являются перелётными из северного полушария. Западное побережье парка омывается водами Бенгельского течения, богатого рыбой, которая идёт в пищу большим стаям птиц.
Особенно много птиц на принадлежащих парку островах:
- остров Malgas (18 га) — 70 000 олушевых
- остров Schaapen (29 га) — крупная колония баклановых
- остров Marcus (17 га) — крупнейшая в мире колония очковых пингвинов
- остров Jutten (43 га).

Крупные млекопитающие представлены антилопами канна, куду, конгони, бубал, зебрами, газелями, сернобыками и гну.
Парк также является родиной для кустарниковой области финбош, который можно найти исключительно на юго-западе Южной Африки, большую часть которой занимает Капская область, одна из самых богатейших флористических областей Земли.
В весенние месяцы (с августа по октябрь), когда вся растительность начинает цвести, северо-западная часть парка становится одним из центров туризма.

## Фотографии

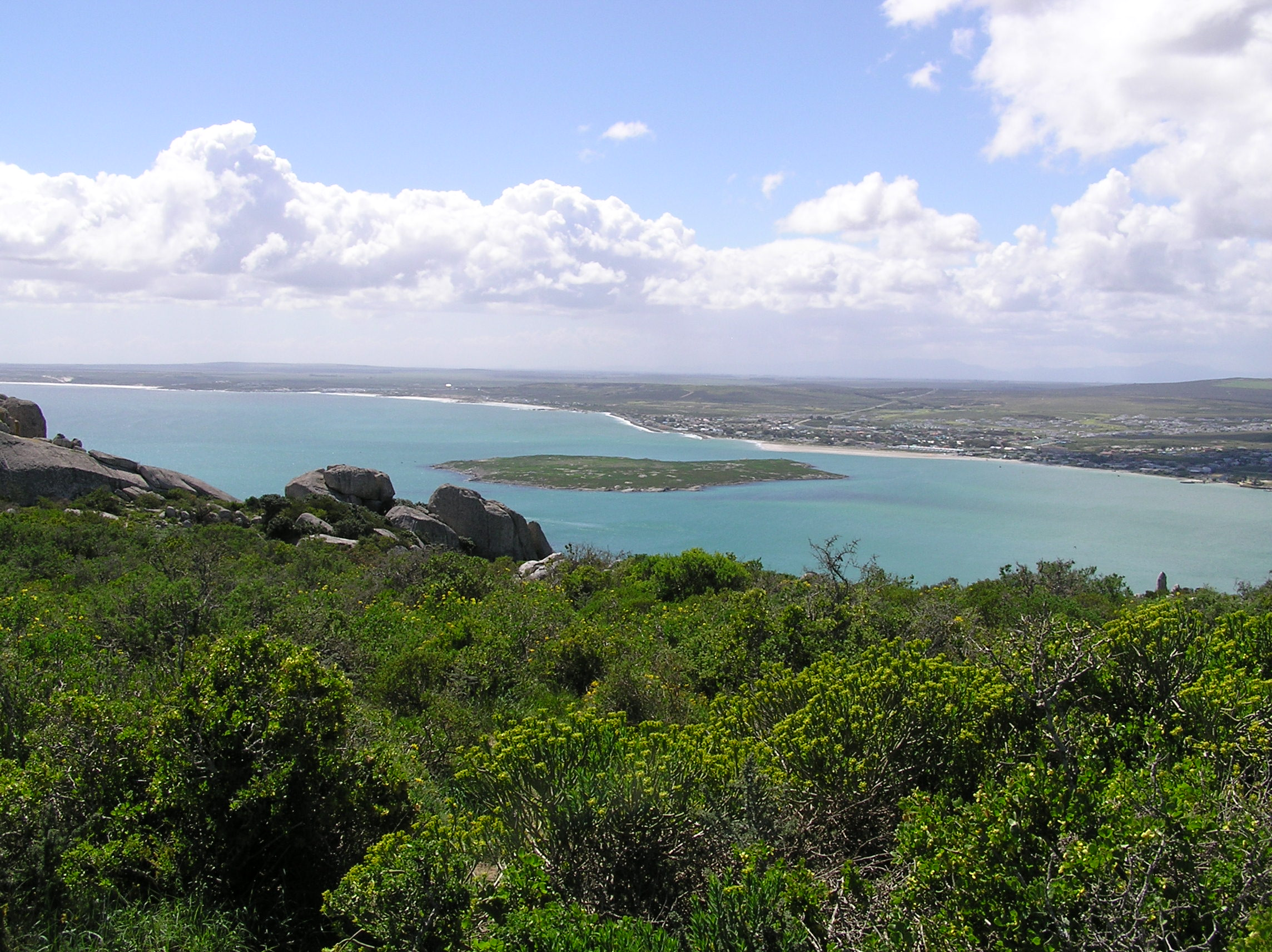
Вид на лагуну Langebaan
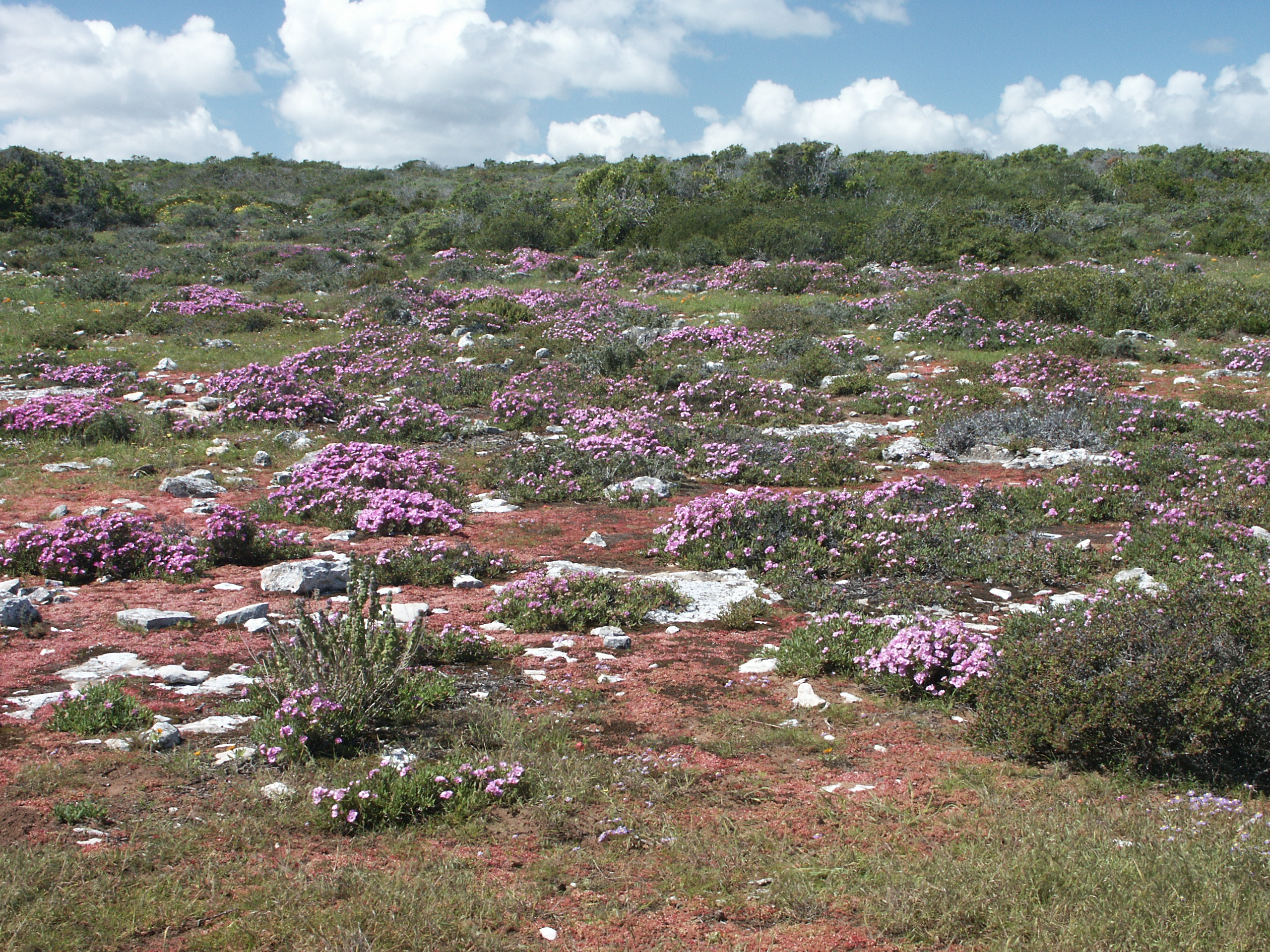
Цветение полевых цветов весной
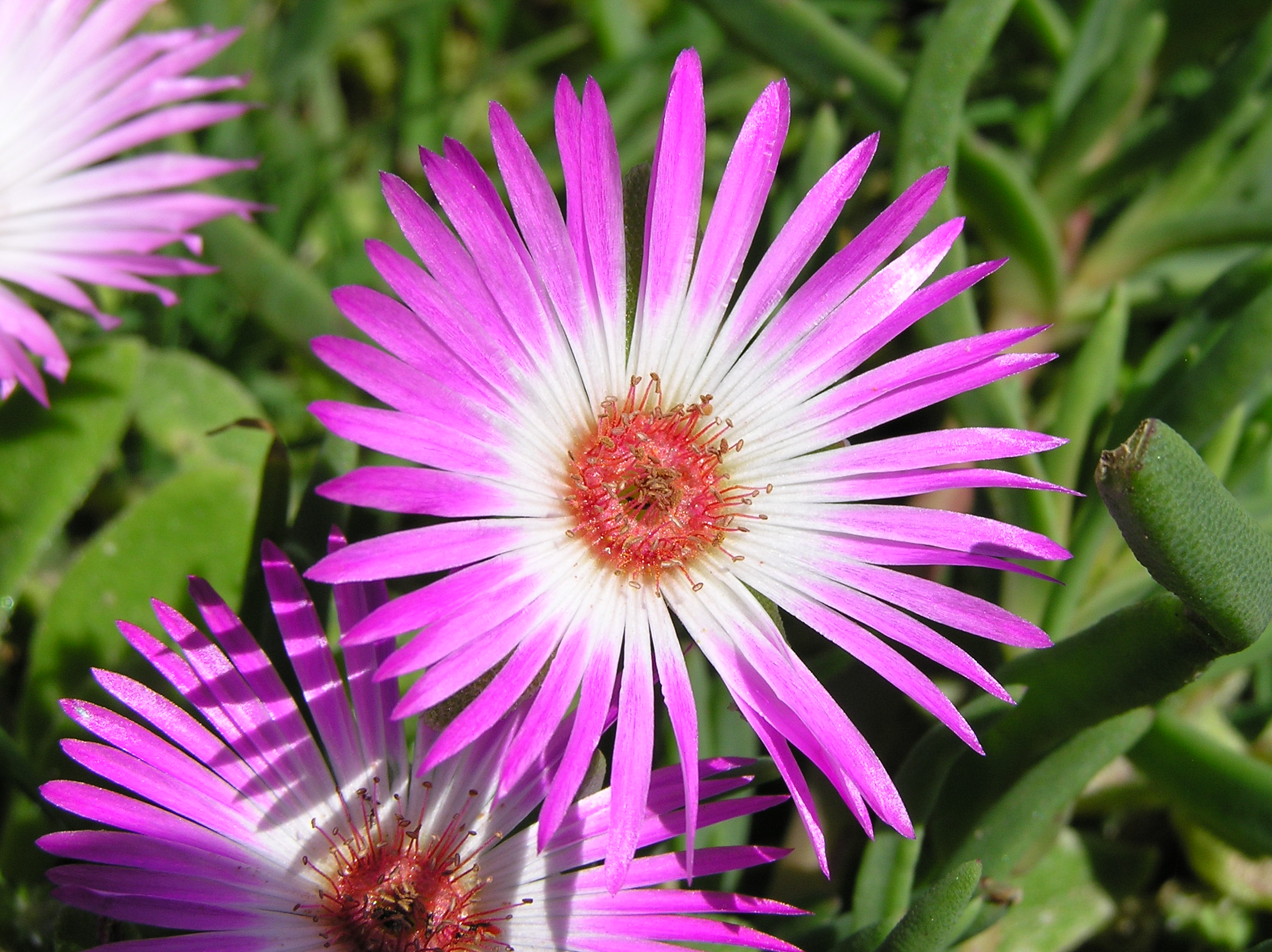
Dorotheanthus bellidiformis (Burm.f)
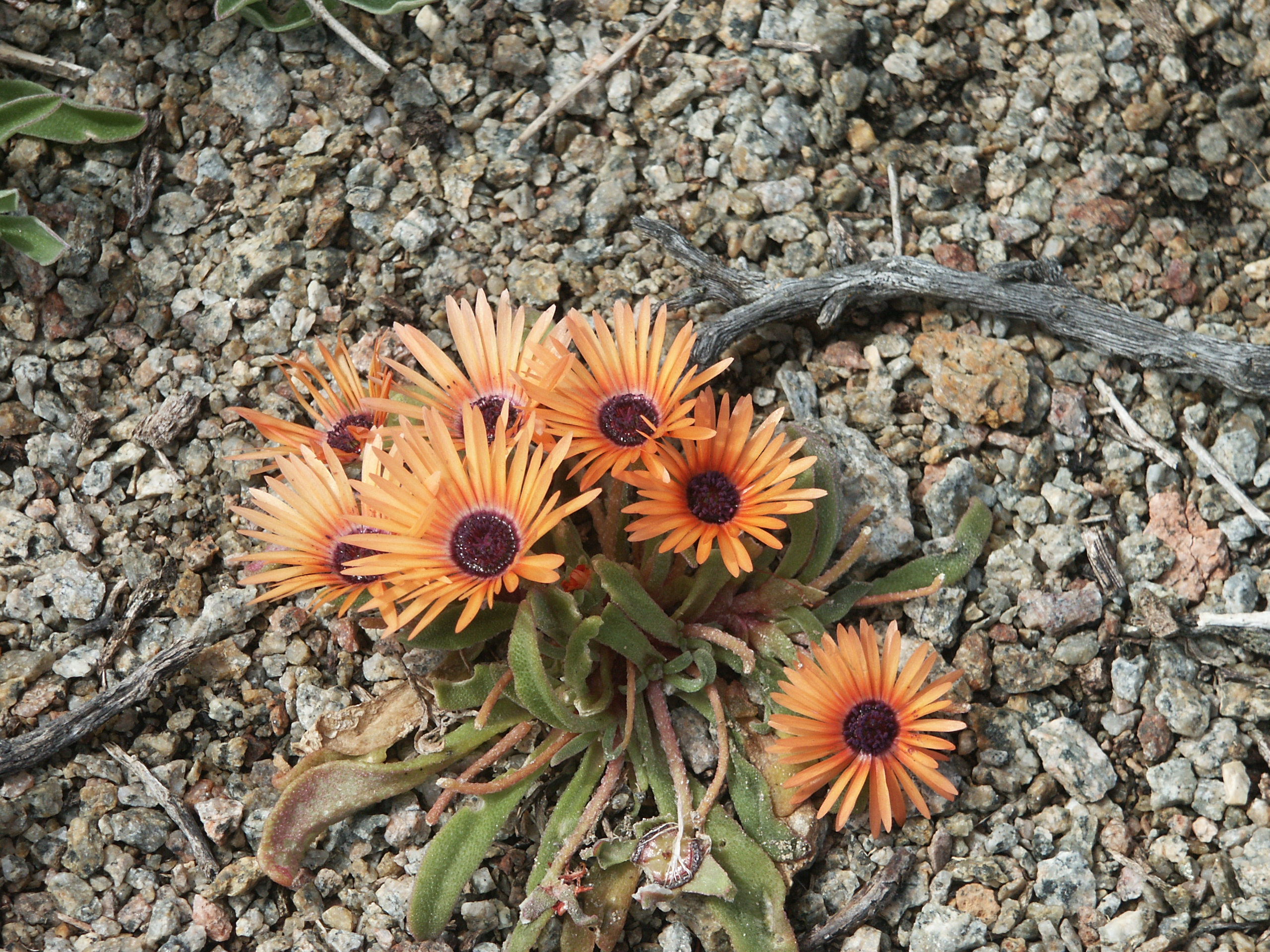
Dorotheanthus spec.
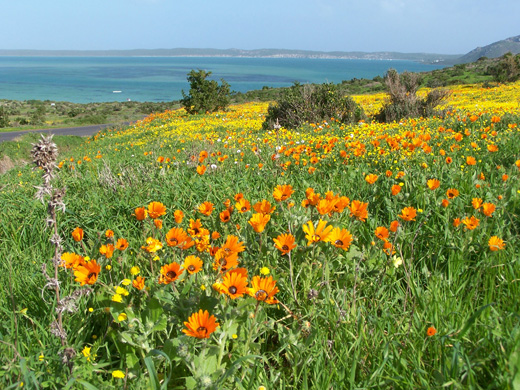
Цветочное поле
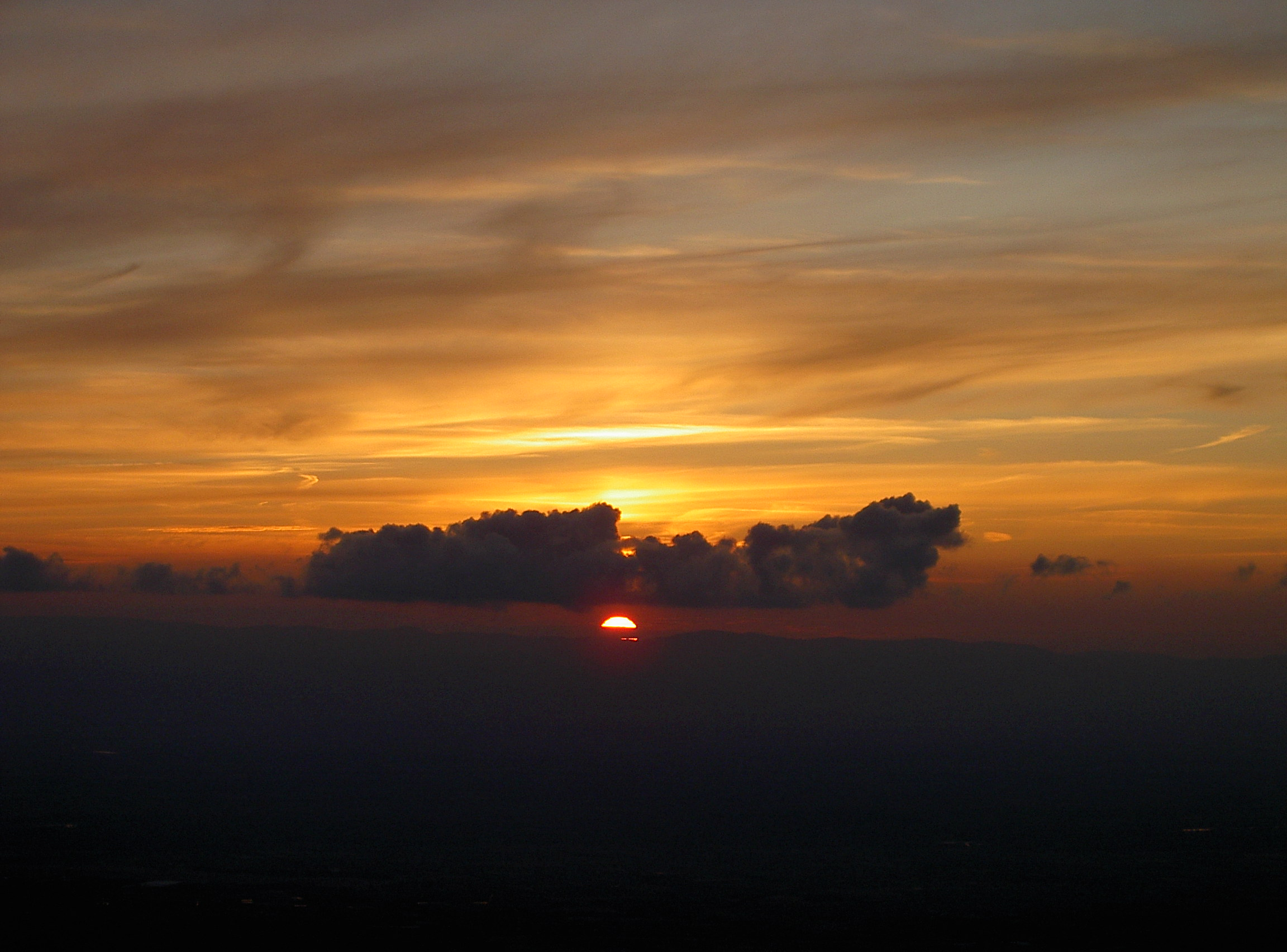
Закат в национальном парке Уэст Кост
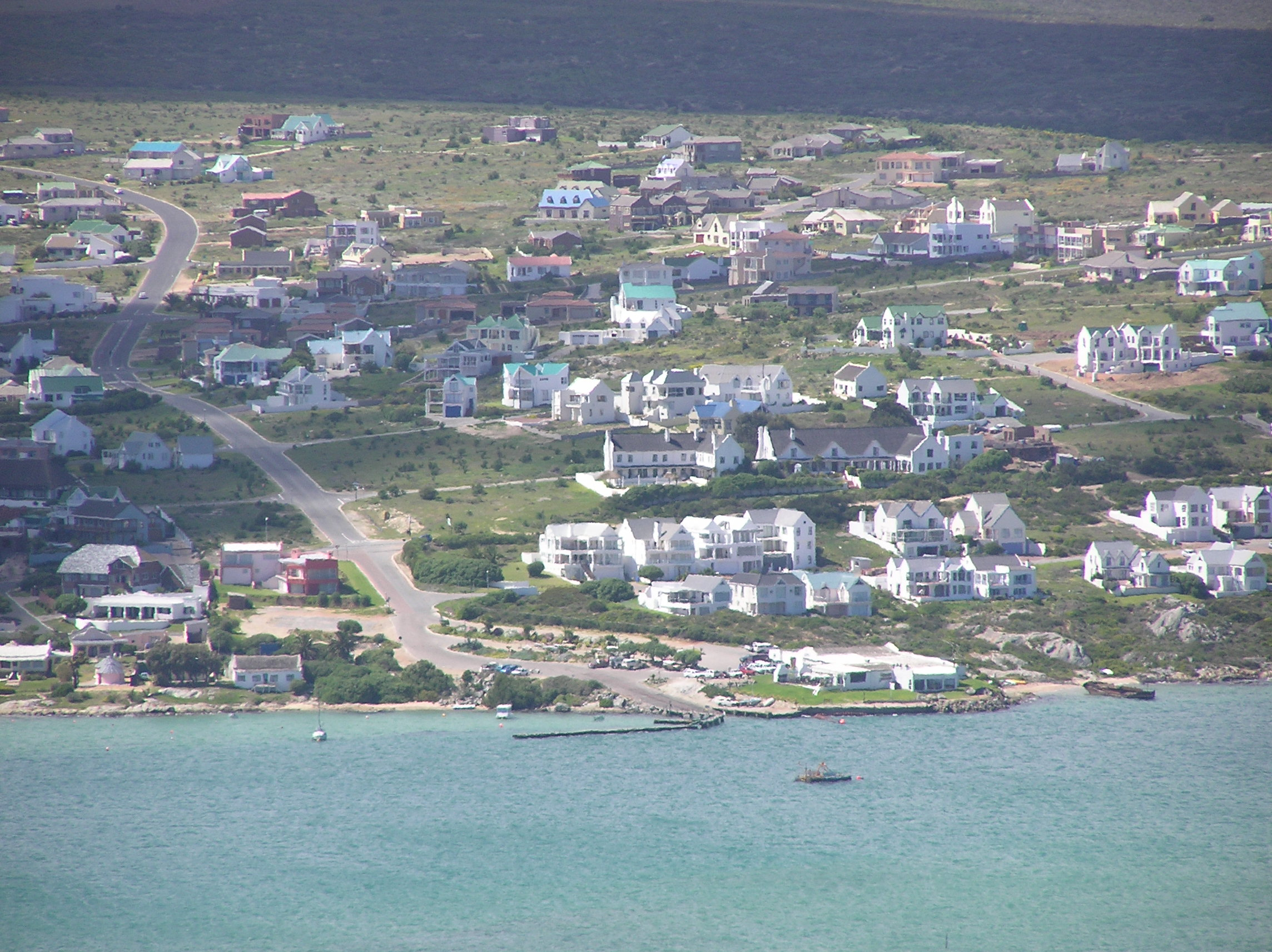
Вид на Лангебан из национального парка